# Thémis (1862)
Pour les autres navires du même nom, voir Thémis (navire).
La Thémis est une frégate de 50 canons de la classe Magicienne de la Marine française. 
La quille du Thémis a été posée en 1847, mais il a fallu 15 ans pour l'achever : comme sa conception aurait été obsolète avant l'achèvement, il a été allongé et équipé d'une machine à vapeur, et lancé comme frégate à vapeur. Il participa à l' intervention française au Mexique , et fut l'un des navires escortant le SMS  Novara , transportant l'empereur Maximilien au Mexique. Du 29 juillet 1865 au 1er janvier 1866, il croise au large de Terre-Neuve sous les ordres du capitaine Amédée Ribourt.
En 1874, il est repensé en tant que croiseur de première classe, et en 1878, il devient le vaisseau amiral de la division Atlantique Sud. Il a ensuite navigué dans la mer de Chine méridionale, jusqu'à ce qu'il soit désarmé en 1882, et réformé.
Jusqu'en 1929, il sert de ponton de mouillage dans la rade de Toulon. En 1930, il est vendu à la ferraille et finit par brûler au large de Lorient le 1er juillet 1931.

## Commandants
- Amédée Ribourt, 1865-1866.
- Joseph-Marie Duburquois, 1867-1870.
- Alexandre Peyron, 1872.
- Louis Victor Alquier, 1879-1882.